# Zofia Hohenzollern (1541–1564)
Zofia Hohenzollern (ur. 14 grudnia 1541, zm. 27 czerwca 1564) - elektorówna brandenburska.
Była córką Joachima II Hektora, elektora brandenburskiego, i jego drugiej żony Jadwigi Jagiellonki, córki Zygmunta I Starego, króla Polski i wielkiego księcia litewskiego.
W 1561 roku została wydana za mąż Wilhelma z Rosenberga. Małżeństwo to okazało się bezdzietne.
Przypuszcza się, że zmarła na ospę.
Ma być białą damą - „rodzinnym duchem” Hohenzollernów.